# 乌莱亚
乌莱亚，是西班牙穆尔西亚自治区的一个市镇。总面积40平方公里，总人口970人（2001年），人口密度24人/平方公里。